# Ruše, Žalec
Ruše so naselje v Občini Žalec.